# Zofia Fedorowicz
Zofia Fedorowicz, Sophie Fedorovitch (ur. 15 grudnia 1893 w Mińsku, zm. 31 stycznia 1953 w Londynie) – projektantka kostiumów teatralnych i scenografka teatralna aktywna w Wielkiej Brytanii oraz malarka działająca głównie we Francji i w Wielkiej Brytanii .
Uczyła się malarstwa w krakowskiej Akademii Sztuk Pięknych, a od 1916 na uczelni artystycznej w Moskwie. Od 1918 mieszkała w Petersburgu, skąd przeprowadziła się do Londynu, a następnie od 1922 mieszkała i studiowała malarstwo w Paryżu. W 1930 powróciła do Londynu i osiedliła się tam na stałe, uzyskując w 1940 obywatelstwo brytyjskie. 
W czasie pobytu we Francji intensywnie zajmowała się malowaniem, tworząc portrety, martwe natury i pejzaże. Od 1923 do 1930 wielokrotnie wystawiała swoje prace we francuskich Salonie Niezależnych, a w latach 1926 - 1929 także w Salonie Jesiennym oraz w brytyjskich London Group (1920-1930) i Seven and Five Group (1926-1929). Brała też udział w zagranicznych wystawach polskich malarzy w 1922 (Paryż, wystawa Młodej Polski) i 1928 (Bruksela). Miała indywidualne wystawy swych obrazów we francuskiej Sacre de Printemps w 1925 oraz londyńskiej Beaux Arts Gallery w 1928. 
Po osiedleniu się na stałe w Anglii zaczęła na szeroką skalę tworzyć projekty kostiumów i dekoracji teatralnych i filmowych, m.in. dla Fredericka Ashtona i opery londyńskiej. Projekty teatralne Fedorowicz były eksponowane na indywidualnej wystawie artystki w Sadler's Wells Theatre.
Dzieła Fedorowicz znajdują się m.in. w kolekcji Muzeum Wiktorii i Alberta i placówka ta zorganizowała pośmiertną wystawę jej prac w 1955 r..  